# Oficina d'Anàlisi Econòmic
L'Oficina d'Anàlisi Econòmica, en anglès: Bureau of Economic Analysis (BEA), és una agència del Departament de Comerç dels Estats Units, creada l'1 de gener de 1972 i amb la seu a Washington D. C., que proporciona estadístiques econòmiques incloent el producte intern brut dels Estats Units. La seva missió oficial és "promoure una millor comprensió de l'Economia dels Estats Units, proporcionant les dades econòmiques més oportunes, rellevants i precises una manera objectiva i rendible".